# Diamphipnoa virescentipennis
Diamphipnoa virescentipennis är en bäcksländeart som först beskrevs av Blanchard 1851.  Diamphipnoa virescentipennis ingår i släktet Diamphipnoa och familjen Diamphipnoidae. Inga underarter finns listade i Catalogue of Life.